# Liră sterlină
Lira sterlină (sau liră britanică, pe scurt liră, engleză: pound sau pound sterling) este valuta oficială a Regatului Unit, inclusiv din Insulele Canalului și Insula Man.
Simbolul monedei £ este derivat din cuvântul latin libra ("liră"). Este folosit din secolul al XVIII-lea d.C. și se notează, în țările anglo-saxone, înaintea sumei și nu după: se scrie, prin urmare « £7.5 » și nu 7.5 £. Codul ISO-4217 este GBP (Great Britain Pound). 
Lira sterlină este una dintre cele mai vechi monede în circulație. Lira sterlină este utilizată de mai multe țări ca monedă de rezervă și trece, după dolarul american și euro, pe lângă yen ca fiind una din cele mai importante valute convertibile ale lumii.

Evoluția ratelor de schimb ale Lirei sterline fața de Euro, între 1999 și 2012

## Dezvoltare istorică

### Originea numelui
Vezi: argintul sterling

## Diferențele regionale ale lirei sterline

### Diferențe la bancnote

#### Bancnote englezești
Pentru Anglia și Țara Galilor...

#### Bancnote din regiunile dependente coroanei britanice
Pentru Irlanda de Nord... 
Vezi teritoriile britanice din afara granițelor...

## Efecte numismatice neașteptate ale deciziei „Brexit”
Pentru a marca desprinderea Marii Britanii de U.E. (Brexit), Ministerul de Finanțe britanic a pregătit un lot de monede comemorative cu valoare nominală de 50 pence care au înscrisă data de 29 martie 2017. Ca urmare a amânării deciziei, întregul lot nu mai poate fi pus în circulație.

## Literatură
- Europäische Zentralbank: Review of the International Role of the Euro. Frankfurt 2005, (pdf, 900 kB)
- Willi Albers (Hrsg.): Handwörterbuch der Wirtschaftswissenschaft. Band 8: Terminmärkte bis Wirtschaft der DDR, Die. Fischer, Stuttgart 1980, ISBN 3-525-10257-7.
- Rudolf Kaulla: Rechtsstaat und Währung. W. Kohlhammer Verlag, Stuttgart u.a. 1949.
- MONEY! Münzen und Banknoten aus aller Welt. Eine Qualitätssammlung von De Agostini. DeAgostini Deutschland, Hamburg 1997–2000, ZDB-ID 2579955-1.
- Peter Czada, Michael Tolksdorf, Alparslan Yenal: Internationale Währungsprobleme. Zur Geschichte, Funktion und Krise des internationalen Währungssystems. Leske + Budrich, Opladen 1988, ISBN 3-8100-0737-4.
- Adam Smith: Der Wohlstand der Nationen. FinanzBuch-Verlag, München 2006 (Bibliothek der Wirtschaftsklassiker 2), ISBN 3-89879-140-8.